# Cinosema
Cinosema (Cynossema), literalmente «Sepulcro de la Perra», es el nombre que se le daba a un cabo situado en la costa del Quersoneso tracio, en el Helesponto.
Debe su nombre a que según la leyenda, fue allí el lugar de la metamorfosis y muerte de Hécuba, después de la caída de Troya.
Fue el escenario de la victoria de la flota ateniense, comandada por Trasíbulo y Trasilo sobre la flota peloponesia (411 a. C.).